# Pereiro de Aguiar (ort)
Pereiro de Aguiar är en ort i Spanien.   Den ligger i provinsen Provincia de Ourense och regionen Galicien, i den nordvästra delen av landet, 400 km nordväst om huvudstaden Madrid. Pereiro de Aguiar ligger 327 meter över havet och antalet invånare är 5 443.
Terrängen runt Pereiro de Aguiar är kuperad norrut, men söderut är den platt. Terrängen runt Pereiro de Aguiar sluttar västerut. Runt Pereiro de Aguiar är det ganska glesbefolkat, med 31 invånare per kvadratkilometer. Närmaste större samhälle är Ourense, 5,3 km väster om Pereiro de Aguiar. Omgivningarna runt Pereiro de Aguiar är en mosaik av jordbruksmark och naturlig växtlighet.